# Хар-Эрг
Хар-Эрг, Харэрга — пересыхающее солёное озеро в Ики-Бурульского районе Калмыкии. В озеро впадает река Восточный Маныч.
Относится к Западно-Каспийскому бассейновому округу. Площадь — 5,82 км². Входит в систему Состинских озёр. Высота над уровнем моря — 6,4 м.

## Название
Гидроним Харэрга имеет монгольское происхождение и переводится на русский язык как чёрный яр (калм. хар — чёрный, тёмный + калм. эрг — берег, обрыв, яр).

## Физико-географическая характеристика
Озеро расположено на юго-западе Чёрных земель, являющихся частью Прикаспийской низменности. В центре озера имеется остров. Вдоль западного берега имеется обрыв. На севере сообщается с озером Состинское, на востоке — озером Замвита. У восточного берега озера — солончаки. Озеро расположено в 3,7 км к юго-западу от посёлка Ачинеры.
Как и другие Состинские озёра имеет реликтовое происхождение. Гидрологический режим озера естественно-антропогенный. Озеро расположено в зоне резко континентального, полупустынного климата. В условиях значительного испарения роль дождевых осадков в водном режиме озера не велика. До ввода в эксплуатацию Чограйского водохранилища основным источником питания водоёма являлись осадки, выпадающие в зимний период. С 1970-х в озеро поступает избыток воды из Чограйского водохранилища.